# Bisulfat de sodiu
Bisulfatul de sodiu, cunoscut de asemenea, ca sulfat acid de sodiu, este sarea de sodiu a anionului bisulfat, cu formula moleculară NaHSO4. Bisulfatul de sodiu este o sare acidă formată prin neutralizarea parțială a acidului sulfuric cu un echivalent de bază de sodiu, în mod tipic fie sub formă de hidroxid de sodiu (leșie) sau clorură de sodiu (sare de bucătărie). Este un produs granular uscat, care poate fi expediat și depozitat în condiții de siguranță. Forma anhidră este higroscopică. Soluțiile de bisulfat de sodiu sunt acide, cu o soluție 1M având un pH de aproximativ 1.

## Producție
Bisulfatul de sodiu este produs ca intermediar în procesul Mannheim, un proces industrial care implică reacția între clorură de sodiu și acidul sulfuric:
NaCl  +  H2SO4   →  HCl  +  NaHSO4

### Reacții chimice
Hidradul de bisulfat de sodiu se deshidratează la 58°C, moment în care se separă de molecula de apă atașată la acesta. Odată răcit din nou, este proaspăt higroscopic. Încălzirea bisulfatului de sodiu la 280°C (536°F) produce pirosulfat de sodiu, o altă sare incoloră:
2 NaHSO4   →  Na2S2O7 +  H2O

## Utilizări
Bisulfatul de sodiu este utilizat în principal pentru scăderea pH-ului. Pentru aplicații tehnice, se utilizează în finisarea metalelor, produse de curățat și pentru a reduce pH-ul apei pentru o clorinare eficientă în piscine și cada fierbinte. Bisulfatul de sodiu este, de asemenea, aprobat de AAFCO ca aditiv pentru hrana pentru animale de uz general. Se utilizează ca acidifiant pentru reducerea pietrelor urinare la pisici.